# Neobisium atlasense
Neobisium atlasense är en spindeldjursart som beskrevs av Philippe Leclerc 1989. Neobisium atlasense ingår i släktet Neobisium och familjen helplåtklokrypare. Inga underarter finns listade i Catalogue of Life.